# Wybory prezydenckie w Islandii w 1996 roku
Wybory prezydenckie w Islandii odbyły się 29 czerwca 1996. Urzędująca prezydent Vigdís Finnbogadóttir ogłosiła, że nie będzie ubiegać się o kolejną kadencję.
W wyborach startowało czworo kandydatów: były przewodniczący Związku Ludowego i minister finansów Ólafur Ragnar Grímsson, Pétur K. Hafstein, Guðrún Agnarsdóttir oraz działacz pokojowy Ástþór Magnússon. Wybory wygrał Ólafur Ragnar Grímsson, zdobywając 41,4% głosów.

## Wyniki wyborów
| Kandydat               | Głosy   | %    |
| ---------------------- | ------- | ---- |
| Ólafur Ragnar Grímsson | 68 370  | 41,4 |
| Pétur K. Hafstein      | 48 860  | 29,5 |
| Guðrún Agnarsdóttir    | 43 578  | 26,4 |
| Ástþór Magnússon       | 4 422   | 2,7  |
| Razem                  | 165 230 | 100  |